# Marrazes
Marrazes est une freguesia portugaise située dans le District de Leiria.
Avec une superficie de 18,90 km2 et une population de 20 444 habitants (2001), la paroisse possède une densité de 1 081,7 hab/km2.
C'est la freguesia d'origine du chanteur David Fonseca, du footballeur Rui Patricio.
Le professeur Sr Doutor Josè Hermano Saraiva parle également de Marrazes dans son programme "Horizontes da Memoria ; almoço com a historia" comme étant la ville qui l'a vu naître et où il passa une majeure partie de son enfance. Le Boudin de Marrazes à base de riz et de haricot y est également évoqué.

## Histoire

### Héraldique
| Armes de Marrazes | La commune de Marrazes porte : d'argent à un château d'azur ouvert et ajouré du champ posé sur un mont de sable chargé d'une fasce ondée du champ elle-même chargée d'une cotice ondée aussi d'azur, accompagné en chef d'un serpent ailé accosté de deux arbres arrachés, le tout de sinople |